# آرثر رانكين جونيور
آرثر رانكين جونيور (بالإنجليزية: Arthur Rankin Jr.)‏ هو منتج تلفزيوني ومخرج فني ومنتج أفلام وكاتب سيناريو ومصمم جرافيك ومخرج أمريكي، ولد في 19 يوليو 1924 في بالتيمور في الولايات المتحدة، وتوفي في 30 يناير 2014 في Harrington Sound ‏ في المملكة المتحدة.

## وصلات خارجية
- آرثر رانكين جونيور على موقع IMDb (الإنجليزية)
- آرثر رانكين جونيور على موقع ألو سيني (الفرنسية)
- آرثر رانكين جونيور على موقع أول موفي (الإنجليزية)
- آرثر رانكين جونيور على موقع قاعدة بيانات الأفلام السويدية (السويدية)
- آرثر رانكين جونيور على موقع قاعدة بيانات الفيلم (الإنجليزية)
- آرثر رانكين جونيور على موقع كينوبويسك (الروسية)